# 伊图韦拉瓦
伊图韦拉瓦是巴西圣保罗州的一个市镇。总面积697.76平方公里，总人口40882人，人口密度58.6人/平方公里。